# Közigazgatási hatóság
Hatóság az a szerv, szervezet vagy személy, amelyet (akit) törvény, kormányrendelet vagy önkormányzati hatósági ügyben önkormányzati rendelet hatósági hatáskör gyakorlására jogosít fel vagy jogszabály hatósági hatáskör gyakorlására jelöl ki. A magyar közigazgatási jogban közigazgatási hatóság elsősorban az ilyen hatáskörrel rendelkező államigazgatási szerv, helyi önkormányzati képviselő-testület, polgármester, jegyző, de egyéb szervezet, köztestület, természetes személy és jogi személy is lehet közigazgatási hatóság, amennyiben törvény vagy kormányrendelet, vagy önkormányzati rendelet, közigazgatási hatósági jogkörrel ruházta fel.

## Jogszabályok
- 2004. évi CXL. törvény a közigazgatási hatósági eljárás és szolgáltatás általános szabályairól. (KET., hatálytalan)
- 2016. évi CL. törvény az általános közigazgatási rendtartásról. (ÁKR.)

## Külső hivatkozások
- http://www.njt.hu